# Tuerlinckx-fagot
De Tuerlinckx-fagot is een negentiende-eeuwse fagot, vervaardigd door de Belgische muziekinstrumentenmaker Jean Arnold Antoine Tuerlinckx (1753-1827). Zijn zoon Corneille Jean Joseph Tuerlinckx was een bekend componist en dirigent.

## Beschrijving
Deze fagot, 130 cm lang, werd vervaardigd tussen 1800 en 1810 in het atelier van Tuerlinckx te Mechelen. Het instrument heeft zeven kleppen en is gemaakt van palissander en messing. Stijl en techniek zijn sterk beïnvloed door Franse fagotten van zijn tijd. De Tuerlinckx-fagot is verfijnd afgewerkt en nog steeds bespeelbaar.

## Geschiedenis
De Tuerlinckx-fagot werd in 2017 aangekocht door het Fonds Léon Courtin – Marcelle Bouché, beheerd door de Koning Boudewijnstichting en is tentoongesteld in het Vleeshuis te Antwerpen.